# Star Wars: The Clone Wars (Fernsehserie)

Das Logo von Star Wars

Star Wars: The Clone Wars ist eine US-amerikanische Computeranimationsserie, die im fiktiven Star-Wars-Universum von George Lucas spielt und die Geschehnisse zwischen Star Wars: Episode II – Angriff der Klonkrieger und Star Wars: Episode III – Die Rache der Sith beschreibt. Sie ist inhaltlich verwandt mit der älteren, fast gleichnamigen Zeichentrickserie Star Wars: Clone Wars, und zählt nach der Plot-Revision des Franchise durch Disney, im Gegensatz zu Star Wars: Clone Wars, weiterhin zum offiziellen Star-Wars-Kanon.
Am 19. Juli 2018 verkündete Dave Filoni, dass die Serie für eine siebte und letzte Staffel zurückkehren wird. Sie bestand aus zwölf Episoden und startete auf Disney+ am 21. Februar 2020.
Am 4. Mai 2021 startete auf Disney+ die Animationsserie Star Wars: The Bad Batch als direktes Sequel zu The Clone Wars.

## Handlung
Die Galaxis wird durch den Krieg der Galaktischen Republik mit Separatisten, der sogenannten Konföderation unabhängiger Systeme (KUS), bedroht. Dieser Konflikt wird in allen Teilen der Republik ausgetragen, wobei sich Jedi-Ritter, zusammen mit Klonkriegern, den von Sith gelenkten Droiden stellen.
Die Serie erzählt keine durchgängige Geschichte, sondern in sich abgeschlossene Episoden aus dem Leben der kriegführenden Parteien, wobei sich jedoch einige Handlungsstränge über mehrere Episoden ziehen.
Die erste Staffel hatte als Haupthandlung den Krieg und die heroischen Abenteuer der republikanischen Streitkräfte und Jedi-Ritter. Staffel zwei verdunkelte den Ton der Serie und ließ sie durch die Einführung der Kopfgeldjäger, bezahlten Söldnern, welche aber auch hauptsächlich als angeheuerte Kommandeure der separatistischen Droiden dienen, ernster werden. Ahsoka Tanos Entwicklung spielte ebenfalls eine größere Rolle. Die dritte, vierte und die fünfte Staffel wurden im ähnlichen ernsten Ton dargestellt. Die sechste und vorerst letzte Staffel schloss dann die meisten Handlungsstränge ab, ließ ein paar jedoch offen. Die sechste Staffel machte wenige Andeutungen auf den Film Star Wars: Episode III – Die Rache der Sith. Die siebte und gleichzeitig letzte Staffel nähert sich mehr dem Film an und endet mit der Auflösung der Galaktischen Republik und damit auch mit dem Ende der Klonkriege.
Ab dem Ende der ersten Staffel traten nach und nach auch populäre Figuren aus dem „Erweiterten Universum“ von Star-Wars auf, dem Bereich der Merchandise-Medien, welche zwar auf den Filmkanon basieren, aber bisher meist unabhängige Geschichten und Figuren vorstellten, so zum Beispiel den in den Clone-Wars-Comics berühmt gewordenen Jedi Quinlan Vos und die Kopfgeldjägerin Aurra Sing, sowie das durch das Videospiel Star Wars: Republic Commando bekannt gewordene Klon-Eliteteam Delta Squad. Mit der dreifachen Episodenreihe „Kidnapped“, „Slaves of the Republic“ und „Escape from Kadavo“ der vierten Staffel wurde auch erstmals ein Comictitel aus dem erweiterten Universum für den Mainstream adaptiert.

## Chronologie
Zeitleiste der Filme und Serien im Star-Wars-Universum
| Die dunkle Bedrohung |                                   |                   |                                    |                   |                                   |                   |                         | I             |                                |               |                          |               |                          |                          |                          |                          |                          |                          |                          |                         |                         |                         |                         |                         |                         |                         |                         |                   |                   |                   |                         |                         |                         |                         |
| Angriff der Klonkrieger |                                   |                   |                                    |                   |                                   |                   |                         |               |                                | II            |                          |               |                          |                          |                          |                          |                          |                          |                          |                         |                         |                         |                         |                         |                         |                         |                         |                   |                   |                   |                         |                         |                         |                         |
| Die Rache der Sith |                                   |                   |                                    |                   |                                   |                   |                         |               |                                |               |                          | III           |                          |                          |                          |                          |                          |                          |                          |                         |                         |                         |                         |                         |                         |                         |                         |                   |                   |                   |                         |                         |                         |                         |
| Krieg der Sterne |                                   |                   |                                    |                   |                                   |                   |                         |               |                                |               |                          |               |                          |                          |                          |                          |                          |                          |                          |                         |                         | IV                      | IV                      |                         |                         |                         |                         |                   |                   |                   |                         |                         |                         |                         |
| Das Imperium schlägt zurück |                                   |                   |                                    |                   |                                   |                   |                         |               |                                |               |                          |               |                          |                          |                          |                          |                          |                          |                          |                         |                         |                         |                         |                         | V                       |                         |                         |                   |                   |                   |                         |                         |                         |                         |
| Die Rückkehr der Jedi-Ritter |                                   |                   |                                    |                   |                                   |                   |                         |               |                                |               |                          |               |                          |                          |                          |                          |                          |                          |                          |                         |                         |                         |                         |                         |                         | VI                      |                         |                   |                   |                   |                         |                         |                         |                         |
| Das Erwachen der Macht |                                   |                   |                                    |                   |                                   |                   |                         |               |                                |               |                          |               |                          |                          |                          |                          |                          |                          |                          |                         |                         |                         |                         |                         |                         |                         |                         |                   |                   |                   |                         | VII                     |                         |                         |
| Die letzten Jedi |                                   |                   |                                    |                   |                                   |                   |                         |               |                                |               |                          |               |                          |                          |                          |                          |                          |                          |                          |                         |                         |                         |                         |                         |                         |                         |                         |                   |                   |                   |                         |                         | VIII                    |                         |
| Der Aufstieg Skywalkers |                                   |                   |                                    |                   |                                   |                   |                         |               |                                |               |                          |               |                          |                          |                          |                          |                          |                          |                          |                         |                         |                         |                         |                         |                         |                         |                         |                   |                   |                   |                         |                         |                         | IX                      |
| Rogue One |                                   |                   |                                    |                   |                                   |                   |                         |               |                                |               |                          |               |                          |                          | a)                       |                          |                          |                          |                          |                         | R1                      |                         |                         |                         |                         |                         |                         |                   |                   |                   |                         |                         |                         |                         |
| Solo |                                   |                   |                                    |                   |                                   |                   |                         |               |                                |               |                          |               |                          |                          | a)                       |                          | S                        |                          |                          |                         |                         |                         |                         |                         |                         |                         |                         |                   |                   |                   |                         |                         |                         |                         |
| Die Abenteuer der jungen Jedi | YJA                               |                   |                                    |                   |                                   |                   |                         |               |                                |               |                          |               |                          |                          |                          |                          |                          |                          |                          |                         |                         |                         |                         |                         |                         |                         |                         |                   |                   |                   |                         |                         |                         |                         |
| The Clone Wars (+ Kinofilm) |                                   |                   |                                    |                   |                                   |                   |                         |               |                                | TCW           | TCW                      | TCW           |                          |                          |                          |                          |                          |                          |                          |                         |                         |                         |                         |                         |                         |                         |                         |                   |                   |                   |                         |                         |                         |                         |
| The Bad Batch |                                   |                   |                                    |                   |                                   |                   |                         |               |                                |               |                          | TBB           | TBB                      |                          |                          |                          |                          |                          |                          |                         |                         |                         |                         |                         |                         |                         |                         |                   |                   |                   |                         |                         |                         |                         |
| Rebels |                                   |                   |                                    |                   |                                   |                   |                         |               |                                |               |                          |               |                          |                          |                          |                          |                          |                          |                          | Rebels                  | Rebels                  |                         |                         |                         |                         |                         | b)                      |                   |                   |                   |                         |                         |                         |                         |
| Resistance |                                   |                   |                                    |                   |                                   |                   |                         |               |                                |               |                          |               |                          |                          |                          |                          |                          |                          |                          |                         |                         |                         |                         |                         |                         |                         |                         |                   |                   |                   | Resistance              | Resistance              | Resistance              | Resistance              |
| The Acolyte |                                   |                   | c)                                 |                   | TA                                |                   |                         |               |                                |               |                          |               |                          |                          |                          |                          |                          |                          |                          |                         |                         |                         |                         |                         |                         |                         |                         |                   |                   |                   |                         |                         |                         |                         |
| Obi-Wan-Kenobi |                                   |                   |                                    |                   |                                   |                   |                         |               |                                |               |                          |               |                          |                          |                          |                          |                          | K                        |                          |                         |                         |                         |                         |                         |                         |                         |                         |                   |                   |                   |                         |                         |                         |                         |
| Andor |                                   |                   |                                    |                   |                                   |                   |                         |               |                                |               |                          |               |                          |                          |                          |                          |                          |                          |                          | Andor                   | Andor                   |                         |                         |                         |                         |                         |                         |                   |                   |                   |                         |                         |                         |                         |
| The Mandalorian |                                   |                   |                                    |                   |                                   |                   |                         |               |                                |               |                          |               |                          |                          |                          |                          |                          |                          |                          |                         |                         |                         |                         |                         |                         |                         |                         |                   | M                 |                   |                         |                         |                         |                         |
| Das Buch von Boba Fett |                                   |                   |                                    |                   |                                   |                   |                         |               |                                |               |                          |               |                          |                          |                          |                          |                          |                          |                          |                         |                         |                         |                         |                         |                         | c)                      | c)                      |                   | BF                |                   |                         |                         |                         |                         |
| Ahsoka |                                   |                   |                                    |                   |                                   |                   |                         |               |                                |               |                          |               |                          |                          |                          |                          |                          |                          |                          |                         |                         |                         |                         |                         |                         |                         |                         |                   | A                 |                   |                         |                         |                         |                         |
| Skeleton Crew |                                   |                   |                                    |                   |                                   |                   |                         |               |                                |               |                          |               |                          |                          |                          |                          |                          |                          |                          |                         |                         |                         |                         |                         |                         |                         |                         |                   | SC                |                   |                         |                         |                         |                         |
| Ära | Die Hohe Republik                 | Die Hohe Republik | Die Hohe Republik                  | Die Hohe Republik | Die Hohe Republik                 | Die Hohe Republik | Fall der Jedi           | Fall der Jedi | Fall der Jedi                  | Fall der Jedi | Fall der Jedi            | Fall der Jedi | Herrschaft des Imperiums | Herrschaft des Imperiums | Herrschaft des Imperiums | Herrschaft des Imperiums | Herrschaft des Imperiums | Herrschaft des Imperiums | Herrschaft des Imperiums | Zeitalter der Rebellion | Zeitalter der Rebellion | Zeitalter der Rebellion | Zeitalter der Rebellion | Zeitalter der Rebellion | Zeitalter der Rebellion | Zeitalter der Rebellion | Zeitalter der Rebellion | Die Neue Republik | Die Neue Republik | Die Neue Republik | Aufstieg der 1. Ordnung | Aufstieg der 1. Ordnung | Aufstieg der 1. Ordnung | Aufstieg der 1. Ordnung |
| \| \| Prequel-Trilogie (Episoden I–III) \| \| Original-Trilogie (Episoden IV–VI) \| \| Sequel-Trilogie (Episoden VII–IX) \| \| A-Star-Wars-Story-Filme \| \| (kanonische) Animations-Serien \| \| (kanonische) Real-Serien \| |                                   |                   |                                    |                   |                                   |                   |                         |               |                                |               |                          |               |                          |                          |                          |                          |                          |                          |                          |                         |                         |                         |                         |                         |                         |                         |                         |                   |                   |                   |                         |                         |                         |                         |
| Die Folgen der Serien Die Mächte des Schicksals und Geschichten der Jedi spielen jeweils zu unterschiedlichen Zeitpunkten, sodass eine Auflistung in der Tabelle nicht sinnvoll möglich ist. Ebenfalls nicht aufgelistet sind Miniserien, Kurzgeschichten, Comics, Bücher und andere Begleitwerke des offiziellen Star-Wars-Kanons sowie der Themenpark Star Wars: Galaxy’s Edge (zwischen VIII und IX). Zur schematischen Einordnung der Handlungen wird die fiktive Zeitrechnung des Star-Wars-Universums verwendet. Diese unterscheidet zwischen den Jahren vor der Schlacht von Yavin (VSY) und nach der Schlacht von Yavin (NSY). Die Schlacht von Yavin IV bildet das Ende von Krieg der Sterne (1977), bei dem Luke Skywalker und die Rebellenallianz den ersten Todesstern zerstören. |                                   |                   |                                    |                   |                                   |                   |                         |               |                                |               |                          |               |                          |                          |                          |                          |                          |                          |                          |                         |                         |                         |                         |                         |                         |                         |                         |                   |                   |                   |                         |                         |                         |                         |
| a) Prolog, b) Epilog, c) Rückblenden |                                   |                   |                                    |                   |                                   |                   |                         |               |                                |               |                          |               |                          |                          |                          |                          |                          |                          |                          |                         |                         |                         |                         |                         |                         |                         |                         |                   |                   |                   |                         |                         |                         |                         |
| | Prequel-Trilogie (Episoden I–III) |                   | Original-Trilogie (Episoden IV–VI) |                   | Sequel-Trilogie (Episoden VII–IX) |                   | A-Star-Wars-Story-Filme |               | (kanonische) Animations-Serien |               | (kanonische) Real-Serien |               |                          |                          |                          |                          |                          |                          |                          |                         |                         |                         |                         |                         |                         |                         |                         |                   |                   |                   |                         |                         |                         |                         |

## Kinofilm
Der Kinofilm zur Serie feierte am 14. August 2008 die Deutschland- und am 15. August 2008 die US-Premiere, doch er lief nur kurze Zeit im Kino. Seit dem 15. Dezember 2008 ist er in Deutschland auf DVD und Blu-ray erhältlich. In der Originalversion übernahmen einige prominente Schauspieler aus den originalen Star-Wars-Filmen die Synchronisation ihrer Figuren. In Deutschland wurden Synchronsprecher aus den originalen Star-Wars-Filmen dazu verpflichtet, auch in The Clone Wars ihre Figuren zu sprechen. Der Kinofilm war der Einstieg in die gleichnamige Serie.

## Synchronisation
Die Serie wurde bei der Berliner Synchron GmbH, ab der zweiten Staffel bei SDI Media Berlin (beide zwischenzeitlich in Iyuno Germany aufgegangen) in Berlin unter der Dialogregie von Tobias Meister, Marcel Collé, Tobias Müller, Marius Clarén und Christian Press vertont. Die Dialogbücher verfassten Meister, Björn Schalla, Antonia Ganz, Magdalena Turba und Nathan Bechhofer. Die Synchronsprecher der Filme wurden nach Möglichkeit auch in der Serie auf ihre entsprechenden Figuren besetzt.
Alle Figuren in der Serie haben unregelmäßige Auftritte.

### Hauptfiguren
| Rolle            | Hauptrolle (Episoden) | Nebenrolle (Episoden) | Originalsprecher                              | Deutscher Sprecher |
| ---------------- | --------------------- | --------------------- | --------------------------------------------- | ------------------ |
| Erzähler         | 1.01–7.09             |                       | Tom Kane                                      | Uli Krohm          |
| Obi-Wan Kenobi   | 1.01–7.10             |                       | James Arnold Taylor                           | Philipp Moog       |
| Anakin Skywalker | 1.02–7.10             | 7.11, 7.12 1          | Matt Lanter Hayden Christensen (Folge 7.11) 2 | Wanja Gerick       |
| Ahsoka Tano      | 1.02–5.20, 7.05–7.12  | 6.12 3                | Ashley Eckstein                               | Josephine Schmidt  |
| Captain Rex      | 1.02–7.12             |                       | Dee Bradley Baker                             | Martin Keßler      |

### Nebenfiguren
| Rolle                             | Originalsprecher | Deutscher Sprecher | Staffel    |
| Jedi-Orden                        | Jedi-Orden | Jedi-Orden | Jedi-Orden |
| --------------------------------- | --- | --- | ---------- |
| Yoda                              | Tom Kane | Tobias Meister | 1–7        |
| Mace Windu                        | Terrence C. Carson Samuel L. Jackson (7.11, Archivaufnahme) | Helmut Gauß | 1–7        |
| Plo Koon                          | James Arnold Taylor | Jörg Hengstler Reinhard Scheunemann (2.01) | 1–7        |
| Kit Fisto                         | Phil LaMarr | Gunnar Helm Uwe Jellinek (2.01) | 1–6        |
| Aayla Secura                      | Jennifer Hale | Tina Haseney (Staffel 1–2) Vera Teltz (Staffel 5–7) | 1–2, 5–7   |
| Luminara Unduli                   | Olivia d’Abo | Sabine Arnhold | 1–2, 4–6   |
| Ki-Adi-Mundi                      | Brian George (Staffel 2–6) Silas Carson (7.11, Archivaufnahme) | Norbert Gescher (Staffel 2–5, außer 5.19–5.20; 7.11, Archivaufnahme) Rüdiger Evers (5.19–5.20, Staffel 6) | 2–7        |
| Adi Gallia                        | Angelique Perrin | Martina Treger | 2–6        |
| Eeth Koth                         | Chris Edgerly | Rainer Fritzsche | 2–6        |
| Jocasta Nu                        | Flo DiRe | Luise Lunow | 2–3, 6     |
| Barriss Offee                     | Meredith Salenger | Kaya Marie Möller | 2, 4–6     |
| Saesee Tiin                       | Dee Bradley Baker | Jürgen Kluckert | 3–6        |
| Shaak Ti                          | Tasia Valenza | Silvia Mißbach (Staffel 3–5) Tanja Geke (Staffel 6) | 3–6        |
| Qui-Gon Jinn                      | Liam Neeson | Bernd Rumpf | 3, 6       |
| Galaktischer Senat und Mitglieder | | |            |
| Sheev Palpatine/Darth Sidious     | Ian Abercrombie (Staffel 1–5, außer 5.20, 6.05–6.07) Tim Curry (Staffel 5–6, außer 6.05–6.07) Ian McDiarmid (7.11, Archivaufnahme) | Friedhelm Ptok | 1–7        |
| Padmé Amidala                     | Catherine Taber | Manja Doering | 1–7        |
| Bail Organa                       | Phil LaMarr | Tom Vogt | 1–6        |
| Jar Jar Binks                     | Ahmed Best (1.08, Staffel 2–6) B. J. Hughes (1.12, 1.17–1.18) | Stefan Fredrich | 1–4, 6     |
| Gregar Typho                      | James C. Mathis III | Peter Flechtner | 1–4, 6     |
| C-3PO                             | Anthony Daniels | Wolfgang Ziffer | 1–4        |
| Orn Free Taa                      | Phil LaMarr | Karl Schulz | 1–3, 5–6   |
| Onaconda Farr                     | Dee Bradley Baker | Klaus-Dieter Klebsch (Staffel 1–2) Walter Alich (Staffel 3) | 1–3, 5–6   |
| Riyo Chuchi                       | Jennifer Hale | Magdalena Turba | 1–3, 5–6   |
| Nala Se                           | Gwendoline Yeo | Juana von Jascheroff (Staffel 1–2) Sabine Mazay (Staffel 6–7) | 1–2, 6–7   |
| Mas Amedda                        | Stephen Stanton | Axel Lutter | 2–6        |
| Mon Mothma                        | Kath Soucie | Monica Bielenstein | 2–6        |
| Militär                           | | |            |
| Wullf Yularen                     | Tom Kane | Erich Räuker | 1–7        |
| Commander Cody                    | Dee Bradley Baker | Martin Keßler | 1–7        |
| Wilhuff Tarkin                    | Stephen Stanton | Detlef Gieß | 3, 5       |
| Klonkrieger                       | Da in der Geschichte alle Klonkrieger vom Kopfgeldjäger Jango Fett abstammen, werden sie alle von einer Person gesprochen. In der deutschen Version werden die Klonkrieger von Martin Keßler gesprochen, in der englischen Version von Dee Bradley Baker. Eine Ausnahme sind Boba Fett und die Klonkadetten. Da sie noch nicht erwachsen sind, synchronisiert sie in der Originalversion Daniel Logan, auf Deutsch Nico Sablik. In der 22. Folge der ersten Staffel wurden auch die Senatskommandos in der deutschen Version von Martin Keßler gesprochen, obwohl die Senatskommandos eigentlich normale Menschen sind (siehe Captain Jayfon). | Da in der Geschichte alle Klonkrieger vom Kopfgeldjäger Jango Fett abstammen, werden sie alle von einer Person gesprochen. In der deutschen Version werden die Klonkrieger von Martin Keßler gesprochen, in der englischen Version von Dee Bradley Baker. Eine Ausnahme sind Boba Fett und die Klonkadetten. Da sie noch nicht erwachsen sind, synchronisiert sie in der Originalversion Daniel Logan, auf Deutsch Nico Sablik. In der 22. Folge der ersten Staffel wurden auch die Senatskommandos in der deutschen Version von Martin Keßler gesprochen, obwohl die Senatskommandos eigentlich normale Menschen sind (siehe Captain Jayfon). | 1–7        |
| Sith und dunkle Machtnutzer       | | |            |
| Count Dooku/Darth Tyranus         | Corey Burton | Klaus Sonnenschein | 1–6        |
| Asajj Ventress                    | Nika Futterman | Claudia Urbschat-Mingues | 1, 3–5     |
| Darth Maul                        | Sam Witwer | Tobias Meister | 3–5, 7     |
| Savage Opress                     | Clancy Brown | Tobias Kluckert | 3–5        |
| Mutter Talzin                     | Barbara Goodson | Heike Schroetter | 3–4, 6     |
| Separatisten                      | | |            |
| General Grievous                  | Matthew Wood | Rainer Doering | 1–7        |
| Nute Gunray                       | Tom Kenny | Joachim Siebenschuh (Staffel 1) Gerald Paradies (Staffel 2) | 1–2        |
| Poggle der Geringere              | Matthew Wood | – 1 | 1–2, 5     |
| Wat Tambor                        | Matthew Wood | Frank Ciazynski | 1, 5, 7    |
| Nix Card                          | Corey Burton | Joachim Kaps | 2–3, 6     |
| Lott Dod                          | Gideon Emery | Eberhard Prüter | 2–3, 6     |
| Admiral Trench                    | Dee Bradley Baker | Jürgen Kluckert | 2, 6–7     |
| Rush Clovis                       | Robin Atkin Downes | Olaf Reichmann | 2, 6       |
| General Kalani                    | Gregg Berger | Joachim Kaps | 5–6        |
| Kampfdroiden                      | Genau wie die Klonkrieger werden die Kampfdroiden von einer Person gesprochen. Im Original werden sie von Matthew Wood gesprochen und in der deutschen Übersetzung leiht Constantin von Jascheroff ihnen die Stimme. | Genau wie die Klonkrieger werden die Kampfdroiden von einer Person gesprochen. Im Original werden sie von Matthew Wood gesprochen und in der deutschen Übersetzung leiht Constantin von Jascheroff ihnen die Stimme. | 1–7        |
| Verbrecher und Kopfgeldjäger      | | |            |
| Cad Bane                          | Corey Burton | Jan Spitzer (Staffel 1) Oliver Stritzel (Staffel 2–4) | 1–4        |
| Hondo Ohnaka                      | Jim Cummings | Gerald Paradies | 1–3, 5     |
| Aurra Sing                        | Jaime King | Anke Reitzenstein | 1–3        |
| Ziro, der Hutte                   | Corey Burton | Christian Gaul | 1, 3       |
| Todo 360                          | Seth Green | Tobias Nath | 2–3        |
| Embo                              | Dave Filoni | Dave Filoni | 2, 4–6     |
| Boba Fett                         | Daniel Logan | Nico Sablik | 2, 4       |
| Bossk                             | Dee Bradley Baker | Tilo Schmitz | 2, 4       |
| Jabba, der Hutte                  | Kevin Michael Richardson | Kevin Michael Richardson | 3, 5       |
| Lom Pyke                          | Matt Lanter | Peter Groeger | 5–6        |
| Mandalorianer                     | | |            |
| Satine Kryze                      | Anna Graves | Debora Weigert | 2–5        |
| Almec                             | Julian Holloway | Jürgen Kluckert (2.12) Reinhard Kuhnert (2.14, Staffel 3–7) | 2–3, 5, 7  |
| Pre Vizsla                        | Jon Favreau | Uwe Jellinek | 2, 4–5     |
| Bo-Katan Kryze                    | Katee Sackhoff | Heide Domanowski | 4–5, 7     |
| Ursa Wren                         | Sharmila Devar | Daniela Thuar | 7          |
| Andere                            | | |            |
| Cham Syndulla                     | Robin Atkin Downes | Björn Schalla | 1, 3       |
| Lux Bonteri                       | Jason Spisak | Hannes Maurer | 3–5        |
| Captain Gial Ackbar               | Artt Butler | Engelbert von Nordhausen | 4          |
| Steela Gerrera                    | Dawn-Lyen Gardner | Anja Stadlober | 5          |
| Saw Gerrera                       | Andrew Kishino | Julius Jellinek | 5          |
| Macht-Priesterinnen               | Jaime King | Arianne Borbach | 6          |

## Ausstrahlung

### Vereinigte Staaten
In den USA begann die Ausstrahlung der Serie auf Cartoon Network am vierten Oktober 2008 mit einer Doppelfolge. Dort lief die Serie immer freitagabends. Im Laufe der Zeit machte sie mehrwöchige Pausen durch Feiertage, wie Halloween und Weihnachten, durch. The Clone Wars hatte die meistangesehene Serienpremiere, in der gesamten Geschichte des Senders. Die zweite Staffel begann ihre Ausstrahlung am 2. Oktober 2009 und die dritte Staffel startete am 17. September 2010 ebenfalls jeweils mit einer Doppelfolge. Ende März 2012 hatte Cartoon Network bei den Upfronts die Produktion einer fünften Staffel bekannt gegeben, die vom 29. September 2012 bis zum 2. März 2013 zu sehen war.
Der Star-Wars-Schöpfer George Lucas plante, die Serie auf über 100 Episoden in 4 oder 5 Staffeln zu bringen und falls die Einschaltquoten sinken sollten und die Serie keinen neuen Fernsehsender zur Ausstrahlung findet, sollte sie als Direct-to-DVD weiter produziert werden.
Am 11. März 2013 gab Lucasfilm das offizielle Ausstrahlungsende der Serie bekannt, wenigstens auf Cartoon Network. Obwohl noch Handlungsstränge offenblieben, wurde die Produktion von The Clone Wars für Star Wars Rebels eingestellt. Im Oktober 2013 kündigte Produzent Dave Filoni an, dass die bereits fertig produzierten Folgen für die ausgesetzte sechste Staffel – zusammengefasst unter dem Titel „The Lost Missions“ („Die verlorenen Missionen“) im Frühjahr 2014 ausgestrahlt werden. Die gesamte sechste Staffel wurde am 7. März 2014 auf Netflix veröffentlicht.
Im Juli 2018 wurde bestätigt, dass es zwölf neue Folgen zu der Serie geben wird. Diese wurden für den Streaming-Dienst Disney+ produziert.

### Deutschland
In Deutschland wurde die erste Staffel sowie ein Teil der zweiten Staffel noch im sonntäglichen Vorabendprogramm auf ProSieben ausgestrahlt, bis dieser The Clone Wars in das Programm des Tochtersenders, Kabel eins, abgab. Dort lief die Serie immer am Samstagvormittag in Einzelfolgen. Ab dem 7. Januar 2011 war die Serie auch bei Super RTL im Programm, wo wöchentlich Spielfilmversionen gesendet wurden, die sich aus mehreren Folgen zusammensetzten.
Der deutsche Pay-TV-Sender Cartoon Network sendet die Serie wie in den USA in Doppelfolgen (Wiederholung der Vorwoche sowie die nächste Folge) samstagsabends.
Wegen eines Fehlers in den Verträgen mit ProSieben seitens Lucasfilm wurde die Ausstrahlungsreihenfolge in Deutschland kurzzeitig abgeändert, wodurch die Folge „Der unsichtbare Feind“ für zwei Wochen lang ausgelassen wurde und so der Zweiteiler „Das Virus“ / „Das Geheimnis der Monde“ vorgezogen wurde. Die ersten paar Episodenbeschreibungen der Serie wurden irrtümlich aus der Mikroserie Star Wars: Clone Wars übernommen. Erst gegen Folge neun wurde dieser Fehler behoben.
Am 16. Januar 2014 gab Super RTL auf ihrer Presseseite bekannt, die 6. Staffel in deutschsprachiger und weltweiter Erstausstrahlung ab dem 15. Februar 2014 zu senden. Die Episoden wurden an vier Samstagabenden ausgestrahlt.
Die siebte Staffel wurde im deutschsprachigen Sprachraum zum deutschen Start von Disney+ veröffentlicht.

### Episodenliste
| Staffel | Episodenanzahl | Erstveröffentlichung USA | Erstveröffentlichung USA | Deutschsprachige Erstveröffentlichung | Deutschsprachige Erstveröffentlichung |
| Staffel | Episodenanzahl | Premiere                 | Finale                   | Premiere                              | Finale                                |
| ------- | -------------- | ------------------------ | ------------------------ | ------------------------------------- | ------------------------------------- |
| Film    | 1              | 15. Aug. 2008            | 15. Aug. 2008            | 14. Aug. 2008                         | 14. Aug. 2008                         |
| 1       | 22             | 3. Okt. 2008             | 20. Mär. 2009            | 23. Nov. 2008                         | 26. Apr. 2009                         |
| 2       | 22             | 2. Okt. 2009             | 30. Apr. 2010            | 8. Nov. 2009                          | 30. Okt. 2010                         |
| 3       | 22             | 17. Sep. 2010            | 26. Mär. 2011            | 8. Jan. 2011                          | 4. Juni 2011                          |
| 4       | 22             | 16. Sep. 2011            | 2. Mär. 2012             | 5. Mai 2012                           | 2. Nov. 2012                          |
| 5       | 20             | 29. Sep. 2012            | 2. Mär. 2013             | 1. Apr. 2013                          | 2. Nov. 2013                          |
| 6       | 13             | 7. Mär. 2014             | 7. Mär. 2014             | 15. Feb. 2014                         | 8. Mär. 2014                          |
| 7       | 12             | 21. Feb. 2020            | 4. Mai 2020              | 24. Mär. 2020                         | 4. Mai 2020                           |

## Werbung
Neben Werbespots, die in Deutschland und den USA gleichermaßen im Fernsehen laufen, gibt es auf der englischen Star-Wars-Internetseite für jede Folge einen eigenen Trailer, in Form einer Wochenschau, wie man sie aus den Lichtspielhäusern während des Zweiten Weltkriegs kennt, einen Abschnitt im Episodenguide mit kompletter Handlung, Sprecherliste, Szenenbildern, Konzeptzeichnungen, Zitaten und Trivia sowie einen kurzen Webcomic mit ca. 6 bis 10 Seiten pro Ausgabe, welcher etwas mit der Folge zusammenhängt. Zum Beispiel erfährt man dadurch, dass der Planet, auf dem sich der toydarianische König mit Yoda treffen will, nicht Toydaria ist, sondern ein unbewohnter, neutraler Mond. Auch werden dort Randnotizen in den Vordergrund gestellt, wie die Verluste in der Schlacht um Falleen aus „Der Fall eines Droiden“. Seit der zweiten Staffel ist die Handlung jedoch unabhängig von den Folgen. So wird in „Act on Instinct“ das Leben des Padawan Tyzen Xebec nach dem Tod seines Meisters Bolla Ropal behandelt. Zudem wurde das Design der Episodenführer seit dem Beginn von Staffel 3 stark verändert: So sind jetzt zwar alle auftretenden Personen aufgelistet und mehr Hintergrundinformationen vorhanden, stattdessen ist jedoch die Handlung und die Zitate aus der Episode nicht mehr aufgeführt.

## Merchandise
Wie zum Pilotfilm gibt es auch für die Serie verschiedene Spielzeuge, Bücher und Comics. Die Bücher und Comics erzählen Geschichten, komplett unabhängig von der Serie. Die Spielzeugfiguren und Bausätze von Lego hingegen haben manchmal Bezug auf eine bestimmte Folge der Serie, wodurch man schon vorab etwas über die Folgen erfahren kann. Zum Beispiel gibt es einen Bausatz von Ahsokas Jedi-Sternenjäger, welcher erst in der Folge „Sturm über Ryloth“ zu sehen war. Des Weiteren gibt es auch schon drei Videospiele: „Jedi Allianz“ (Nintendo DS), „Lichtschwert-Duelle“ (Wii) und „Republic Heroes“ (Windows, Xbox 360, PlayStation 3, Wii, PlayStation Portable, PlayStation 2 und Nintendo DS). Das Spiel „Lichtschwert-Duelle“ behandelt ausgewählte Duelle aus der Serie, welche aber nicht nach Ausstrahlung, sondern nach Produktionscode geordnet sind. Zum Beispiel wurde die Malevolence-Trilogie vor der Folgen „Kampf der Droiden“ gesendet, aber da „Kampf der Droiden“ die sechste Episode laut Produktion ist, kommt dieses Level vor den Malevolence-Levels (Episode 7, 9 und 11).
Außerdem wurde im Frühjahr 2011 eine Fortsetzung der erfolgreichen Lego-Star-Wars-Videospielreihe, rund um die Geschehnisse von The-Clone-Wars, auf den Markt gebracht. Sie trägt den Titel „Lego Star Wars III: The Clone Wars“ (Microsoft Windows, Xbox 360, PlayStation Portable, PlayStation 3, Wii, Mac OS und Nintendo DS).

## Auszeichnungen

### Gewonnen
- 2009
  - Golden Reel Award bei den Motion Picture Sound Editors in der Category „Best Sound Editing – Television Animation“ für die Folge „In den Fängen von Grievous“
- 2013
  - Daytime Emmy Award in der Category „Outstanding Performer in an Animated Series“ für David Tennant als Huyang
  - Daytime Emmy Award in der Category „Outstanding Special Class Animation“

### Weitere Nominierungen
- 2009
  - Annie bei den Annie Awards in der Category „Best Music in an Animated Television Production or Short Form“ für die Folge „Der Angriff der Malevolence“
  - Saturn Award bei der Academy of Science Fiction, Fantasy & Horror Films, USA in der Category „Best Syndicated/Cable Television Series“
  - Goldene Himbeere in der Category „Worst Prequel, Remake, Rip-off or Sequel“ für den Kinofilm

- 2010
  - Golden Reel Award bei den Motion Picture Sound Editors in der Category „Best Sound Editing – Television Animation“ für die Folge „Kampf und Wettkampf“
  - Annie bei den Annie Awards in der Category „Music in a Television Production“ für die Folge „Die Waffenfabrik“

## DVD- und Blu-ray-Veröffentlichung
| Originaltitel                   | Deutscher Titel                 | US- Veröffentlichung | Deutsche Veröffentlichung | Art           | Anzahl der Episoden |
| ------------------------------- | ------------------------------- | -------------------- | ------------------------- | ------------- | ------------------- |
| Star Wars: The Clone Wars       | Star Wars: The Clone Wars       | 11. November 2008    | 15. Dezember 2008         | DVD & Blu-ray | Kinofilm            |
| A Galaxy Divided                | Geteilte Galaxie                | 24. März 2009        | 05. Juni 2009             | DVD           | 04 (+ 1)            |
| Clone Commandos                 | Clone Commandos                 | 15. September 2009   | 18. September 2009        | DVD           | 04                  |
| The Complete Season One         | Die komplette erste Staffel     | 03. November 2009    | 20. November 2009         | DVD & Blu-ray | 22                  |
| The Complete Season Two         | Die komplette zweite Staffel    | 26. Oktober 2010     | 29. Oktober 2010          | DVD & Blu-ray | 22                  |
| The Complete Season Three       | Die komplette dritte Staffel    | 18. Oktober 2011     | 21. Oktober 2011          | DVD & Blu-ray | 22                  |
| Darth Maul Returns              | keine Veröffentlichung          | 11. September 2012   | keine Veröffentlichung    | DVD           | 4 in 1              |
| The Complete Season Four        | Die komplette vierte Staffel    | 23. Oktober 2012     | 26. Oktober 2012          | DVD & Blu-ray | 22                  |
| 3-Pack                          | keine Veröffentlichung          | 15. Oktober 2013     | keine Veröffentlichung    | DVD           | 13                  |
| The Complete Season Five        | Die komplette fünfte Staffel    | 15. Oktober 2013     | 18. Oktober 2013          | DVD & Blu-ray | 20                  |
| Seasons 1–5 Collector’s Edition | Seasons 1–5 Collector’s Edition | 15. Oktober 2013     | 18. Oktober 2013          | DVD & Blu-ray | 108                 |
| The Lost Missions               | Die komplette sechste Staffel   | 11. November 2014    | 20. November 2014         | DVD & Blu-ray | 13 (+ 4)            |

Anmerkungen:
1. ↑  Ursprünglich bestand der Film aus vier einzelnen Episoden (The New Padawan, Castle of Deception, Castle of Doom und Castle of Salvation).
2. 1 2  Geteilte Galaxie enthält die ersten vier Episoden der 1. Staffel (Der Hinterhalt, Der Angriff der Malevolence, Der Schatten der Malevolence und Die Zerstörung der Malevolence).
3. ↑  A Galaxy Divided erschien bei Walmart in einer exklusiven Version, die eine zusätzliche Episode enthält; die 6. Episode der 1. Staffel: Downfall of a Droid (Der Fall eines Droiden).
4. ↑  Clone Commandos ist eine Zusammenstellung der 5. Episode (Rekruten) und der Episoden 19 bis 21 (Sturm über Ryloth, Die Unschuldigen von Ryloth und Freiheit für Ryloth).
5. ↑  Darth Maul Returns ist ein Spielfilmzusammenschnitt der letzten vier Episoden der 4. Staffel: Wiedergeburt (Massacre), Kopfgeld (Bounty), Brüder (Brothers) und Rache (Revenge).
6. 1 2  Das 3-Pack ist eine Neuauflage der drei DVD-exklusiven Veröffentlichungen, enthält jedoch von vornherein die Walmart-exklusive Version mit der zusätzlichen Episode trotz falscher Angabe, dass nur 12 Episoden enthalten seien.
7. ↑  Die vier „Crystal Crisis on Utapau“ Story Reels sind nur in der Blu-ray enthalten.

## Trivia
- In der Originalfassung werden die Figuren meist von anderen Schauspielern als in den Filmen gesprochen, bis auf einige Ausnahmen wie Matthew Wood (General Grievous), Anthony Daniels (C-3PO), Daniel Logan (junger Boba Fett), Liam Neeson (Qui-Gon Jinn), Ahmed Best (Jar Jar Binks) und Pernilla August (Shmi Skywalker).
- Der Astromechdroide R2-KT stellte eine Hommage an Katie Johnson dar, die Tochter des Gründers der 501st Legion in den USA, die 2005 mit sieben Jahren an einem inoperablen Hirntumor starb.
- Die Folge Kopfgeldjäger ist eine Widmung an Akira Kurosawa, eines von George Lucas’ Vorbildern, und seinen Film Die sieben Samurai.
- Die Episoden wurden nicht in derselben Reihenfolge gesendet, wie sie produziert wurden, sondern wie Cartoon Network sie eingekauft hat. Somit springt die Geschichte manchmal hin und her wie in den Folgen Der unsichtbare Feind und Katz und Maus, welche noch vor dem Kinofilm spielen. Mit Staffel 3 wurde außerdem die Geschichte um die Soldaten des Rishi-Außenpostens aus der Episode Rekruten ausgebaut, außerdem wird in Nachschubwege die Schlacht von Ryloth noch einmal dargestellt, wodurch auch der Kontext zur Episode Der Hinterhalt gebaut wurde (Staffel eins, Episode eins).
- Einige der verschiedenen Außerirdischen in der Serie haben im englischen Original spezielle Akzente als sprachliche Kennzeichen. Zum Beispiel haben die Twi’leks einen französischen, die Lurmen einen irischen, Neimoidianer einen ostasiatischen, Dr. Nuvo Vindi einen deutschen, General Whorm Loathsom einen schottischen und General Grievous einen starken russischen Akzent. In den deutschen Fassungen wurde lediglich Grievous’ starke Aussprache beibehalten. Die Neimoidianer bekamen einen französischen Akzent, damit sie nicht in Konflikt mit Star Wars: Episode I – Die dunkle Bedrohung stehen, da sie dort dieselbe Vertonung hatten. Durch die Benutzung des französischen Akzents bei den Neimoidianern musste jeglicher Akzent für die Twi’leks wegfallen, und bei den Lurmen gab es ebenfalls keine Besonderheiten in der Aussprache.
- In der Folge Kopfgeldjäger übernimmt Regisseur Dave Filoni erstmals selbst eine Rolle in der Serie. Er leiht dem Kopfgeldjäger Embo seine Stimme. Außerdem ähnelt der extravagante Hut, so wie auch die Kopfbedeckung des Kopfgeldjägers Cad Bane, dem Hut des Regisseurs.
- Manchmal gibt es Referenzen auf die ebenfalls von George Lucas mitentwickelte Indiana-Jones-Filmreihe, wie der Stab des Ra als Gehstock von Senator Kharrus aus Der Freikauf, die Bundeslade als einer der Schätze, die Wat Tambor in Freiheit für Ryloth mitnimmt, und auf den Häusern in Das Geheimnis der Monde, auf welchen mit Graffiti „Kristallschädel“ geschrieben wurde. In der Episode Freund oder Feind findet Cad Bane einen passenden Hut in einer Pfandleihe, doch zuvor nimmt er einen Fedora-Filzhut in die Hand, wie ihn Henry Jones jr. („Indy“) in allen Filmen trägt.
- Der Name der Senatorin Halle Burtoni von Kamino, die in den Folgen Die Herzogin von Mandalore, Mord im Senat, Helden auf beiden Seiten und Das Streben nach Frieden auftritt, ist eine offensichtliche Anspielung auf den US-Konzern Halliburton, der in Zusammenhang mit dem Irakkrieg in die Kritik geraten ist.
- Der Name von Senator Mee Deechi, welcher in den Folgen Mord im Senat und Das Streben nach Frieden auftritt, ist eine Anspielung auf die Medici-Familie, welche im 15. und 16. Jahrhundert eine der einflussreichsten Familien in Florenz war.
- Zum Anlass des 30. Geburtstags von Star Wars: Episode V – Das Imperium schlägt zurück haben die Kopfgeldjäger Boba Fett und Bossk Auftritte im Staffelfinale der 2. Staffel.
- Auch treten Wullf Yularen und Wilhuff Tarkin auf, die bereits in Star Wars: Episode IV – Eine neue Hoffnung aufgetreten sind.
- Der in allen Star-Wars-Filmen vorkommende Ausspruch „Ich hab da ein ganz mieses Gefühl“ wird auch in mehreren Episoden in The Clone Wars aufgegriffen.
- Der Imperial March ist in einigen Folgen, meist während Kämpfen und dramatischen Momenten in der fünften und sechsten Staffel, zu hören.
- Da die siebte Staffel erst einige Jahre nach der Lucasfilm-Übernahme durch Disney produziert wurde und zwischenzeitlich weitere Film- und Fernsehproduktionen entstanden, finden sich in dieser Figuren aus diesen. So sieht man Kanan Jarrus aus Star Wars Rebels, hier noch in seiner Identität als Caleb Dume, als jungen Padawan an der Seite seiner Meisterin Deepa Bilaba. Sabine Wrens Mutter Ursa, ebenfalls eine Figur aus Rebels, sowie Dryden Vos aus Solo: A Star Wars Story treten auch auf.
- Die finalen vier Episoden der siebten Staffel spielen parallel zu Star Wars: Episode III – Die Rache der Sith. So sieht man, wie Anakin und Obi-Wan zur Rettung des Kanzlers nach Coruscant gerufen werden, man erfährt von Count Dookus Tod und Obi-Wans Mission auf Utapau, sieht die Besprechung zwischen Yoda, Mace Windu, Ki-Adi-Mundi und Aayla Secura, sowie die Ausführung der Order 66 aus der Sicht von Ahsoka und Rex.

## Romane zur Serie
- „Star Wars: The Clone Wars“ von Karen Traviss, Blanvalet Verlag, 14. April 2009, ISBN 3-442-26635-1
- „Star Wars: The Clone Wars 2: Wilder Raum“ von Karen Miller, Blanvalet Verlag, Juli 2009, ISBN 3-442-26636-X
- „Star Wars: The Clone Wars 3: Keine Gefangenen“ von Karen Traviss, Blanvalet Verlag, 15. März 2010, ISBN 3-442-26637-8
- „Star Wars: Im Verborgenen“ von Karen Miller, Blanvalet Verlag, 14. März 2011, ISBN 978-3-442-26638-8
- „Star Wars: Unter Belagerung“ von Karen Miller, Blanvalet Verlag, 17. September 2012, ISBN 978-3-442-26639-5
- „Star Wars: The Clone Wars Grievous greift an!“ von Rob Valois, Panini Verlags GmbH 2012, ISBN 978-3-8332-2537-6

## Fortsetzungen
Als Folge der Absetzung erschien 2014 die Comic-Miniserie Darth Maul: Son of Dathomir (Deutsch: Darth Maul – Sohn Dathomirs, ISBN 978-3-7416-0268-9), mit Jeremy Barlow als Texter und Juan Frigeri als Zeichner. 2015 hingegen wurde der von Christie Golden geschriebene Roman Dark Disciple (Deutsch: Schülerin der Dunklen Seite, ISBN 978-3-7341-6106-3) veröffentlicht. Beiden Veröffentlichungen lagen nicht mehr verwendete Drehbücher der Serie zu Grunde. Und beide sind Teil des neuen Kanons. Auch erschien 2014 bis 2018 die von Disney produzierte Serie Star Wars Rebels, welche Jahre später angesiedelt ist, jedoch Figuren und Handlungen von The Clone Wars weiterführt.
Die von Dave Filoni produzierte Serie Star Wars: The Bad Batch führt die Geschichte von The Clone Wars nach dem Ende der siebten Staffel fort und fokussiert sich auf die genetisch mutierte Kloneinheit 99 nach der Order 66 und dem Aufstieg des Galaktischen Imperiums. Die Serie startete am 4. Mai 2021 auf dem Streamingdienst Disney+.